# Calvin Demarest

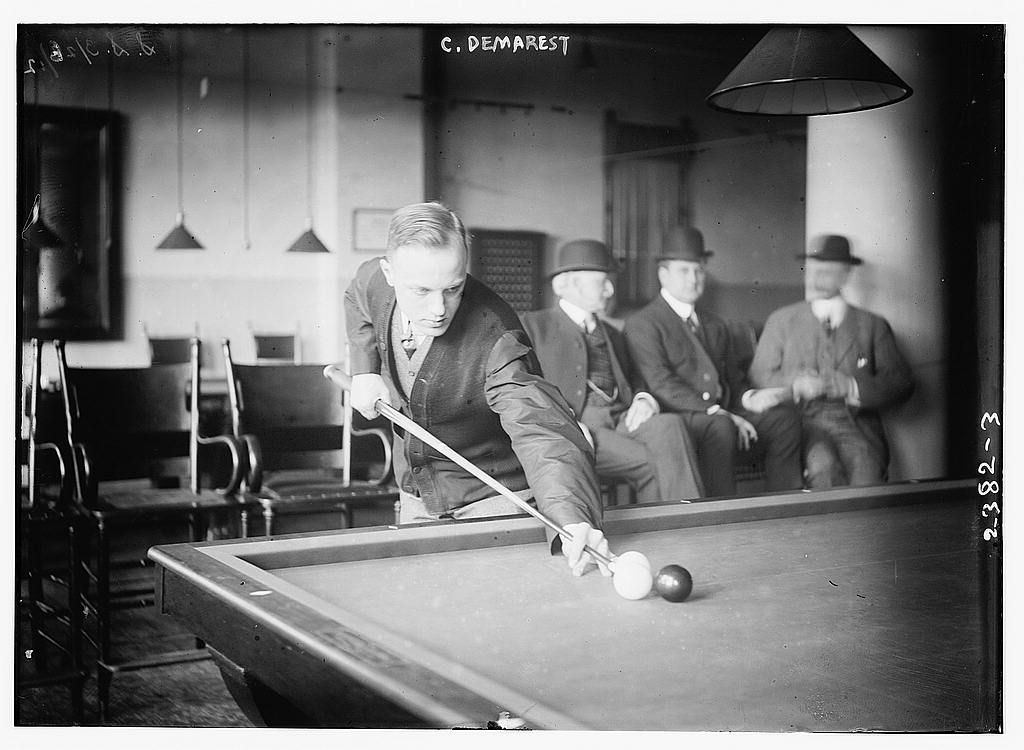
Demarest am 26. März 1912

Calvin W. Demarest (* 20. Juni 1888 in Illinois; † 12. Juli 1925 Elgin, Illinois, USA) war Anfang des 20. Jahrhunderts ein US-amerikanischer Amateur-/Profi-Karambolage- und Pool-Billardspieler, der für seinen offenen, publikumswirksamen Spielstil bekannt war. Demarest gewann 1907 und 1908 die wichtigsten Amateurmeisterschaften. Später erlangte er Bekanntheit, weil er während einer suizidalen, psychotischen Episode seine Frau erstach und seine Mutter verletzte.

## Karriere
Seine Mutter Ida B. Demarest (1862–?) stammte aus Ohio. Sein aus New York stammender Vater verstarb bereits 1910. Er hatte einen Bruder namens Dean L. Demarest (1889–?). Als Kind studierte er Musik, sein Vater war Organist in Chicago und seine Mutter eine Sängerin. Schon früh interessierte er sich für Poolbillard und Cadre. Am 9. März 1907 stellte er während des nationalen Turniers der Amateurmeisterschaften in New York City einen neuen Rekord im Cadre 35/2 im Generaldurchschnitt (GD) auf und übertraf damit den Rekord von Justus Ferdinand Poggenburg III. Am 14. März 1908 brach er im Eröffnungsspiel gegen Clarence Jackson aus Chicago beim nationalen Amateurturnier im Cadre 35/2 mit einer beeindruckenden Höchstserie (HS) von 168 Punkten den Amateur-Weltrekord für die Höchstserie. Bei der Cadre-45/2-Weltmeisterschaft 1908 besiegte er den renommierten französischen Meister Lucien Rérolle und gewann die internationale Amateurmeisterschaft, direkt danach wechselte er zu den Profispielern. Ab 1909 nahm er sowohl an Profi- als auch an Amateurturnieren teil und gewann mindestens drei Profimeisterschaften.

## Krankheit
Mitte der 1910er Jahre begann sich Demarests Geisteszustand zu verschlechtern. Unter anderem hatte er Halluzinationen in Bezug auf seine Frau, von der er dachte, dass sie ihn oft ausraubte. Am 16. Juni 1915 stach Demarest mit einem Taschenmesser seiner Frau mehrmals in den Hals, wobei er sie schwer verletzte, und versuchte dann, sich selbst die Kehle durchzuschneiden. Seine Mutter versuchte ihn davon abzuhalten und wurde dabei selbst an der Hand verletzt. Seine Frau verstarb an den Verletzungen.
Er wurde als verhandlungsunfähig eingestuft und in das Heim für Geisteskranke in Elgin eingewiesen. Dort soll er acht Monate später, am 22. Februar 1916, verstorben sein, aber die New York Times vom nächsten Tag titelte: „Calvin Demarest nicht tot“, und schrieb: „Dr. Hawley, stellvertretender Leiter der Anstalt, kann sich nicht erklären, wie es zu der Meldung von Demarests Tod kam.“
Demarest verstarb erst ca. neun Jahre später, am 12. Juli 1925, in besagtem Heim.

## Erfolge
- FSFAB Weltmeisterschaften im Cadre 35/2 und 45/2:[1][12]  1908/2
- Cadre-35/2-Nationalmeisterschaft:[1][12]  1907; 3 weitere Turniere